# Mi país imaginario
Mi país imaginario es un documental chileno-francés de 2022 escrito y dirigido por Patricio Guzmán. 
En él aparece Guzmán narrando cómo las protestas de un grupo de estudiantes en Santiago el 18 de octubre de 2019 desencadenaron la revuelta popular más masiva conocida en la historia del país y las consecuencias que se vivieron. 
La película fue nombrada en la lista de finalistas para la postulación chilena al Premio de la Academia a la Mejor Película Internacional en la 95ª edición de los Premios de la Academia,  pero no fue seleccionada. 

## Narrador
- Patricio Guzmán [5]

## Estreno
Se estrenó comercialmente el 11 de agosto de 2022 en salas chilenas,  luego se expandió al mercado americano y español el 23 de septiembre de 2022.  

### Festivales
Se estrenó mundialmente el 20 de mayo de 2022, en el 75° Festival de Cine de Cannes.   Posteriormente, se proyectó en julio de 2022 en el Festival de Cine de Jerusalén,  el 13 de septiembre del mismo año en el 47° Festival Internacional de Cine de Toronto  y 3 días después en la sección Latin Horizons del 70° Festival Internacional de Cine de San Sebastián.

## Recepción

### Taquillas
Mi país imaginario vendió más de 10.000 entradas en su primera semana de estreno en salas chilenas,  mientras que en el resto del mundo recaudó un total de 16.191 dólares. 

### Recepción de la crítica
En el sitio web agregador de reseñas Rotten Tomatoes, el 94% de las reseñas de 33 críticos son positivas, con una calificación promedio de 7,9/10. El consenso del sitio web dice: "Un encuentro conmovedor entre un cineasta apasionado y un momento histórico tenso, My Imaginary Country examina el pasado con cuidado y saluda el futuro con optimismo".  Metacritic, que utiliza un promedio ponderado, asignó a la película una puntuación de 86 sobre 100, basada en 8 críticas, lo que indica "aclamación universal". 